# Marina mercante
La marina mercante es la flota de barcos usados para el comercio. En caso de catástrofe o conflicto bélico, pueden movilizarse como parte de la marina militar. Estas flotas pueden dividirse en diversas categorías, según su propósito o su tamaño:
- Buques de carga seca, principalmente portacontenedores.
- Buques especializados, por ejemplo, para cargas muy pesadas, congeladores, para el transporte de vehículos o maquinaria especial.
- Costeros, barcos más pequeños para cualquier categoría de carga que normalmente no hacen rutas transoceánicas, sino transportes a lo largo de las costas (cabotaje).
- Cruceros.
- Transbordadores, la mayoría una combinación de carga de pasajeros y automóviles, que se utilizan normalmente para rutas regulares entre dos puertos.
- Tanques para el transporte de combustibles u otros líquidos, como crudo de petróleo, refinado y otros productos petrolíferos, gas licuado (como el gas natural) y productos químicos. También líquidos comestibles, como aceites vegetales, vino y otros alimentos. El sector de los tanques comprende una tercera parte del tonelaje mundial.